# 5400 Anniewalker
Az 5400 Anniewalker (ideiglenes jelöléssel (5400) 1989 CM) a Naprendszer kisbolygóövében található aszteroida. Ueda és Kaneda fedezte fel 1989. február 4-én.